# 大応寺 (京都市)
大応寺（だいおうじ）は、京都市上京区にある臨済宗相国寺派の寺院である。以前は日蓮宗であった。山号を金剛山と号する。現在の本尊は釈迦如来。

## 歴史
天正14年（1586年）、妙満寺・日重上人の弟子・虚応円耳（1559年-1619年）が法華（日蓮）宗の教えを広めるため、嵯峨天皇の后の橘嘉智子（檀林寺を創建したことから檀林皇后とも言われた）が九世紀初頭に建てた悲田院跡に建立した。悲田院とは、聖徳太子が病人や貧窮者、孤児や身寄りのない老人を収容する施設を造ったのが起源であり、後の正保3年（1646年）、永井直清が泉涌寺の山内に移してその塔頭となっている。
開山の虚応円耳は慶長8年（1603年）、西隣りに興正寺（興聖寺）を建てて移っている。その後、天明8年（1788年）の天明の大火によって焼失したが、文化5年（1808年）以後に現在の堂宇が再建された。
境内の後花園天皇の火葬塚の北に織部稲荷社（織部稲荷大明神）がある。当寺の鎮守社で、茶人古田織部が伏見稲荷から勧請したものといわれ、扁額には「織部吒枳尼天」と書かれている。しかし実際は、当寺と織部との関係を示す記録は一切なく、西向かいの興聖寺に、江戸時代中期に豊後岡藩家老・古田家が織部とその子らの墓を作った時に建てられた物である。

## 外部参考リンク
- 大応寺｜【京都市公式】京都観光Navi